# Cephalosphaera aequatorialis
Cephalosphaera aequatorialis är en tvåvingeart som beskrevs av Becker 1919. Cephalosphaera aequatorialis ingår i släktet Cephalosphaera och familjen ögonflugor.
Artens utbredningsområde är Ecuador. Inga underarter finns listade i Catalogue of Life.